# Иван Черноземски
Иван Николов Черноземски е български лекар, онколог и патолог, професор, министър на здравеопазването (1990-1991) в 77-о и 78-о правителства на България.

## Образование
Завършва Втора мъжка гимназия и Висшия медицински институт в София. През 1959 г. придобива специалност по „Патоморфология“ а впоследствие и по „Онкология“. Специализира в Норвегия, Холандия, Великобритания, Франция и САЩ.
Владее английски, руски и френски език.

## Професионална и научна кариера

### Професионална дейност
Започва професионалната си кариера като участъков лекар (1957-59). В института по онкология е аспирант през периода 1960-63, научен сътрудник 1964-68; старши научен сътрудник 1969-84; професор 1984. Директор е на Националния онкологичен център през периодите 1987-89 и 1995–2000 година. Той е министър на здравеопазването в периода 1990-91. Член на съвета на директорите на СБАЛО 2000-2009 и национален консултант по онкология 2000–2006 г.
Публикувал е над 200 статии в различни специализирани медицински издания няколко монографии. Сферите на научния му интерес са химически канцерогени и канцерогени от околната среда; онкоепидемиология и рискови фактори; клетъчна биология и рак; клетъчна пролиферация, диференциация при неопластична прогресия; добра клинична практика.
Проф. Иван Черноземски е бил експерт към Световната здравна организация (СЗО) – от 1974 г. Вицепрезидент е на Европейското бюро на СЗО (1991-1992). Бил е председател на Обществения съвет към Център „Фонд за лечение на деца“ (2004-2010).

## Други
Членува в Българското онкологично дружество, Европейската асоциация за изследване на рака – European Assn. for Research of Cancer (EARC) и Европейско дружество по мутагенеза – European Mutagenisity Society(EEMS). Академик на Международната Академия на Науките на Европа и Азия (IEAS).
Председател е на Българския национален комитет на УНИЦЕФ 1990-1997, а от 1997 г. е почетен председател. От 1990 г. е председател на фондация „Борба с рака“, от 1994 г. – на фондация „Светът“, а от 2006 г. – на Международна изследователска фондация Хасуми-България.
Награден е с ордените „Стара планина“ I степен и „Кирил и Методий“ I степен, както и с отличията „Лекар на България“ (2003), „Медик на годината“ (2007), Почетен гражданин на София (2013).